# Innerferrera

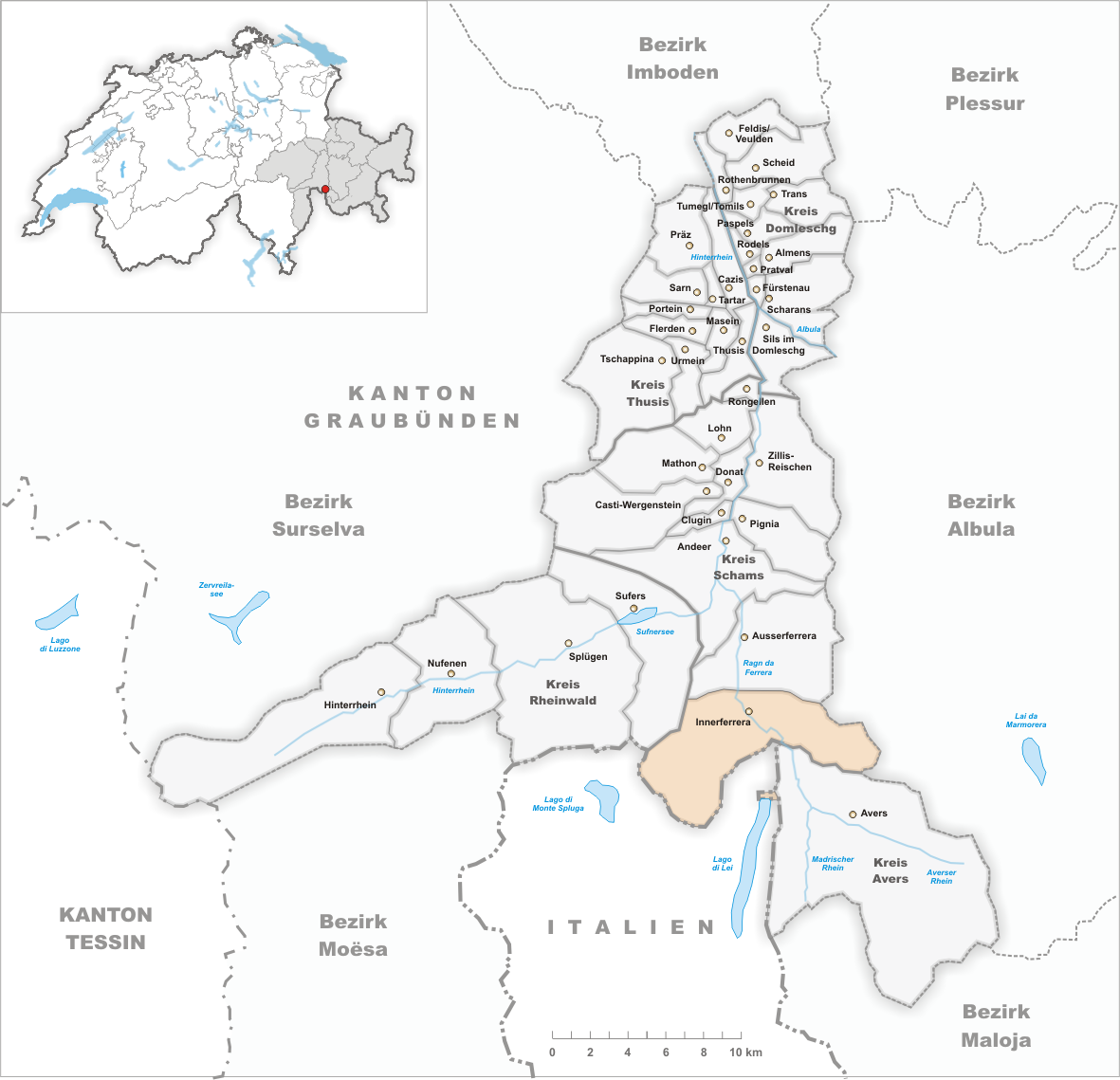
Gemeindestand vor der Fusion am 1. Januar 2008

Innerferrera (rätoromanisch Calantgil, in der Walsermundart der Nachbarschaft Ggänaggüül) ist eine Fraktion der Gemeinde Ferrera im Schweizer Kanton Graubünden. Am 1. Januar 2008 wurde sie mit der Gemeinde Ausserferrera zur Gemeinde Ferrera verschmolzen.

## Geographie
Der Ort ist ein Haufendorf am Zusammenfluss von Ferrera-Rhein und Niemetbach im einzigen Talboden im hinteren Teil des Ferreratals. Nachbargemeinden waren Ausserferrera, Sufers, Avers, Mulegns und Riom-Parsonz im Kanton Graubünden sowie Madesimo und Piuro in Italien. Vom gesamten Ortsgebiet von fast 44 km² sind 65 % unproduktive Fläche (meist Gebirge). Immerhin 10 km² (genau 1'006 ha) können landwirtschaftlich genutzt werden, doch handelt es sich dabei fast vollumfänglich um Alpwirtschaftsgebiet. Weitere 516 ha sind von Wald und Gehölz bedeckt, und die restlichen 18 ha sind Siedlungsfläche.

## Geschichte
Die 1556 als Canicül erwähnte Siedlung wurde  ab dem 11. Jahrhundert von Romanen ausgebaut. Die Herrschaftsrechte im ganzen Schams besass zuerst das Bistum Chur, dann die Vazer, die Werdenberger, ab 1456 bis zum Talauskauf 1458 erneut Chur. Der erste Kirchenbau stammt aus vorreformatorischer Zeit. Die Patrozinien sind unbekannt. Die Reformation erfolgte vor 1538. Die heutige Kirche stammt aus dem Jahr 1834.
Bis ins 20. Jahrhundert wurde neben Viehwirtschaft Erz abgebaut und verhüttet. Dazu liessen sich österreichische Knappen in Innerferrera nieder. 1837 erfolgte die Trennung von Ausserferrera. Bis 1851 war Innerferrera eine Nachbarschaft der Gerichtsgemeinde Schams und bildete ein kleines (Zivil-)Gericht mit Ausserferrera, Andeer und Pignia. Die Kontakte zu Italien wurden über den Pass da Niemet hergestellt. So wurden unter anderem Küferarbeiten ausgeführt.
Bis nach dem Zweiten Weltkrieg spielte der Schmuggel eine Rolle. 1890 bis 1895 wurde die Talstrasse gebaut. Durch einen Landtausch mit Italien 1962/1963 bildete die Staumauer der Kraftwerke Hinterrhein im Valle di Lei eine Exklave der Gemeinde Innerferrera.

## Wappen
| Wappen von Innerferrera | Blasonierung: «In Schwarz ein schrägrechts gestellter silberner (weisser) Bergmannshammer (Pickel)»                                                             |
| Wappen von Innerferrera | Der in Ausser- und Innerferrera bedeutende Bergbau führte zur Wahl des Bergmannshammers als Wappenmotiv für beide Gemeinden in den Farben des Gotteshausbundes. |

## Bevölkerung
| Bevölkerungsentwicklung | Bevölkerungsentwicklung | Bevölkerungsentwicklung | Bevölkerungsentwicklung | Bevölkerungsentwicklung | Bevölkerungsentwicklung | Bevölkerungsentwicklung | Bevölkerungsentwicklung | Bevölkerungsentwicklung | Bevölkerungsentwicklung | Bevölkerungsentwicklung | Bevölkerungsentwicklung |
| ----------------------- | ----------------------- | ----------------------- | ----------------------- | ----------------------- | ----------------------- | ----------------------- | ----------------------- | ----------------------- | ----------------------- | ----------------------- | ----------------------- |
| Jahr                    | 1808                    | 1850                    | 1880                    | 1900                    | 1950                    | 1960                    | 1980                    | 1990                    | 2000                    | 2005                    | 2007                    |
| Einwohner               | 57                      | 106                     | 52                      | 55                      | 67                      | 286                     | 64                      | 51                      | 49                      | 37                      | 38                      |

### Sprachen
Ursprünglich sprachen die Einwohner Sutselvisch, eine bündnerromanische Mundart. Noch 1880 gaben alle 52 Personen Romanisch als Muttersprache an. Bis zum Ersten Weltkrieg änderte sich nichts an der Sprachenlage (1910 96,15 % Romanischsprachige). In der Zwischenkriegszeit folgte der Niedergang des Romanischen. Bereits 1941 befanden sich die Romanischsprachigen mit 46,3 % Anteil in der Minderheit. Bis 1980 gab es noch eine schrumpfende romanischsprachige Minderheit. Heute ist die Ortschaft beinahe einsprachig deutsch. Einzige Behördensprache ist Deutsch, denn nur noch drei der 49 Einwohner (= 6,12 %) verstehen Romanisch. Die Entwicklung der letzten Jahrzehnte zeigt folgende Tabelle:
| Sprachen      | Volkszählung 1980 | Volkszählung 1980 | Volkszählung 1990 | Volkszählung 1990 | Volkszählung 2000 | Volkszählung 2000 |
| Sprachen      | Anzahl            | Anteil            | Anzahl            | Anteil            | Anzahl            | Anteil            |
| ------------- | ----------------- | ----------------- | ----------------- | ----------------- | ----------------- | ----------------- |
| Deutsch       | 50                | 78,13 %           | 47                | 92,16 %           | 46                | 94 %              |
| Rätoromanisch | 14                | 21,88 %           | 4                 | 7,84 %            | 2                 | 4 %               |
| Einwohner     | 64                | 100 %             | 51                | 100 %             | 49                | 100 %             |

### Herkunft und Nationalität
Von den Ende 2005 37 Bewohnern waren 34 (= 91,89 %) Schweizer Bürger.

## Sehenswürdigkeiten
Unter Denkmalschutz steht die reformierte Dorfkirche.
|  |  |